# Verrucosa dimastophora
Verrucosa dimastophora är en spindelart som beskrevs av Cândido Firmino de Mello-Leitão 1940. 
Verrucosa dimastophora ingår i släktet Verrucosa och familjen hjulspindlar. Inga underarter finns listade i Catalogue of Life.